# Firmin Massot
Pour les articles homonymes, voir Massot.

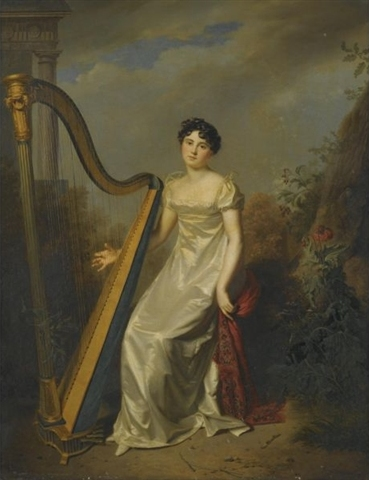
Portrait d'une dame, vêtue d'une robe blanche et assise à côté d'une harpe, un paysage à l'arrière-plan (Marquise de Chamillard ?)

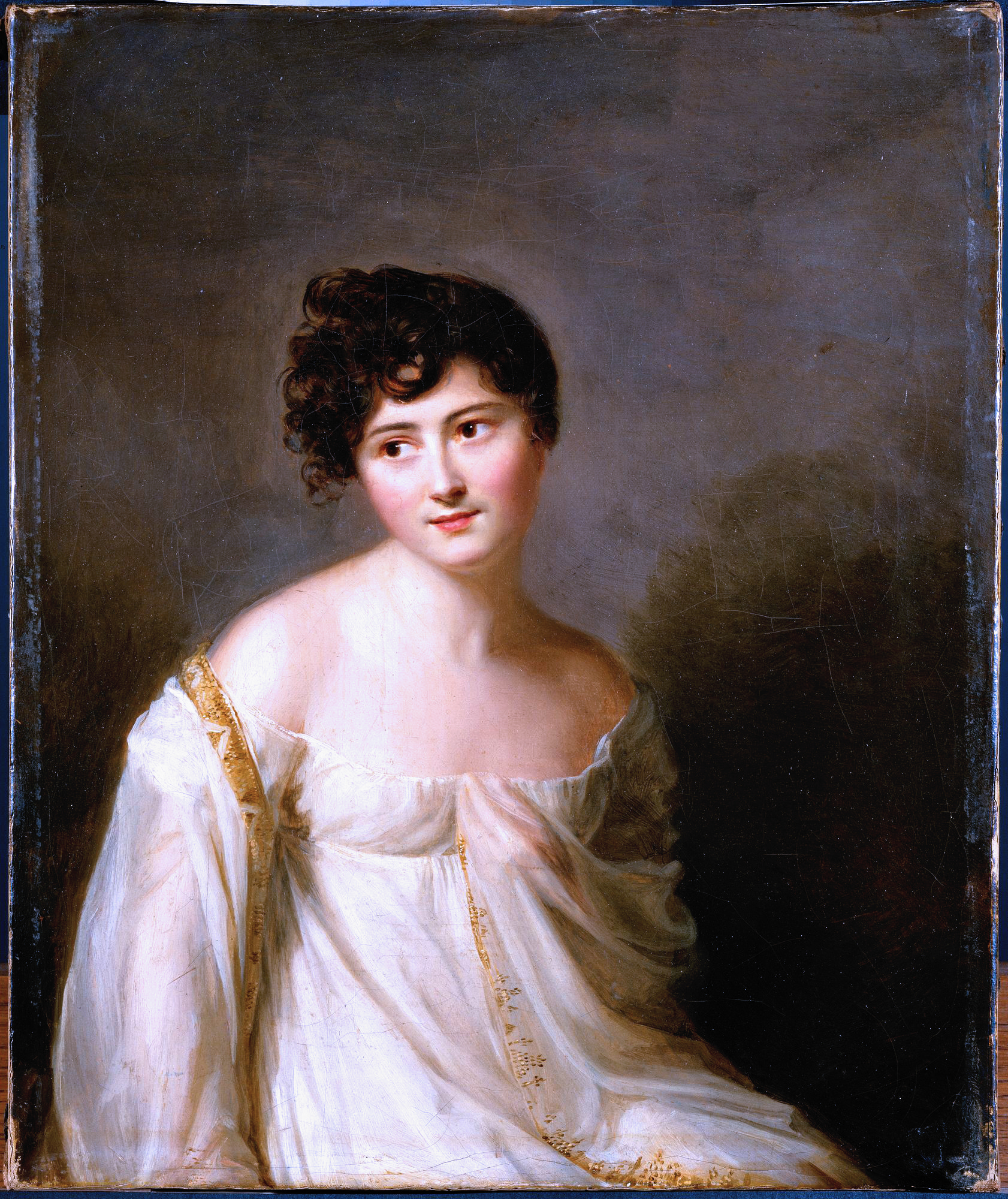
Firmin Massot, Portrait de Juliette Récamier, 1807, musée des beaux-arts de Lyon

Firmin Massot est un peintre portraitiste et de genre né le 5 mai 1766 à Genève et mort dans la même ville le 16 mai 1849.

## Biographie et parcours professionnel
Firmin Massot est le quatrième enfant d'André Massot, maître et marchand horloger et de Marie-Catherine née Boisdechêne. Sa sœur ainée, Jeanne-Pernette Schenker-Massot, est miniaturiste et est son premier maître. Son grand-père, Jean Massot dit Champagne, a contribué au succès de Jean Dassier, graveur et médailleur genevois.
Il est l'élève de Jacques Cassin et Georges Vannières à la Société des arts de Genève, puis de Louis-Ami Arlaud-Jurine et Jean-Étienne Liotard. Il expose au 1er Salon de Genève de 1789 une Étude d'après nature. Il reçoit le Grand Prix d'après nature décerné par la Société des Arts en 1790. Jusqu'en 1819, il peint de nombreux tableaux en collaboration avec son ami le peintre paysagiste Wolfgang Adam Toepffer et le peintre animalier Jacques-Laurent Agasse. Exécutées pour des commanditaires fortunés, ces œuvres communes, font apparaître des personnages peints par Massot en pied sur fond de paysage, auprès de leurs animaux favoris. Ils s'inspirent des maîtres anglais du XVIIIe.
En 1795, il épouse à Genève Anne-Louise Mégevand dont il aura trois enfants.
En 1799, il est nommé Directeur des Écoles de dessin de la ville de Genève. En 1800, il est élu membre ordinaire de la Société des arts de Genève. Massot connaît un immense succès de son vivant. Ses portraits sont réputés très ressemblants et d'une grande habileté technique. Il est l'un des principaux représentants de l'École genevoise de peinture.
Il donne des cours privés, notamment à Nancy Mérienne et Amélie Munier-Romilly.
Il se rapproche en 1807 à Paris de François Gérard, Jean-Baptiste Isabey et Jules-César-Denis van Loo. En 1812, à Lyon, il rencontre Fleury François Richard qu'il retrouve également à Aix-les-Bains en 1813, en compagnie de Antoine Duclaux. À Londres, de juin 1819 à avril 1829, il se lie avec Thomas Lawrence.
Peints ou dessinés, les portraits de Massot sont rarement signés. Ils sont principalement conservés dans des musées en Europe et aux États-Unis. Environ deux cent cinquante œuvres sont aujourd'hui répertoriées[réf. nécessaire].

## Expositions
Il a exposé une œuvre au premier Salon de Genève en 1789. Par la suite, il a participé régulièrement aux Salons organisés par la Société des arts de Genève. Il a également exposé à Londres (1830, 1836) et Lyon (1833).
La Société des arts de Genève lui a consacré une exposition en 1860, de même que le Musée d'art et d'histoire de Genève en 1927, 1949 et en 1999.

## Collections publiques
- Le Musée d'art et d'histoire de Genève possède une vingtaine de ses portraits, dont plusieurs réalisés en collaboration avec Jacques-Laurent Agasse et Wolfgang Adam Toepffer[5].
- À Londres il y a des œuvres au British Museum et à l'Institut Courtauld.

## Œuvres dans les collections publiques

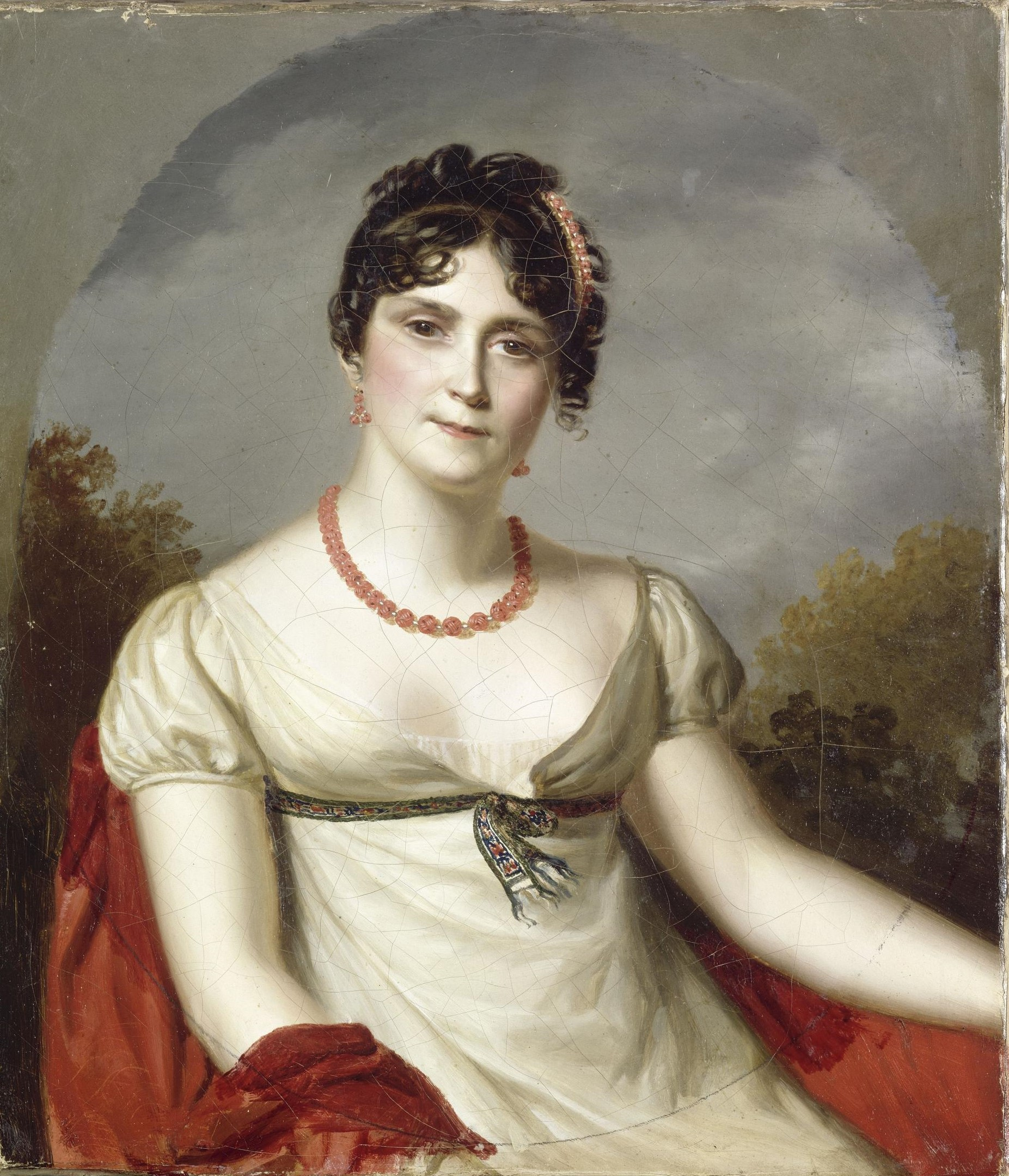
Portrait de l'impératrice Joséphine, Musée national des châteaux de Malmaison et Bois-Préau, Rueil-Malmaison

- Madame de Staël, Musée historique de Lausanne
- Madame Récamier, Musée des beaux-arts de Lyon
- Albert de Staël, Musée du château de Coppet
- Benjamin Constant, Musée du château de Coppet
- Madame de Staël, Musée du château de Coppet
- L'Impératrice Joséphine en pied, Musée de l'Ermitage
- L'Impératrice Joséphine en buste, Musée national des châteaux de Malmaison et Bois-Préau
- Jacques-Laurent Agasse, Musée Oskar Reinhart « Am Stadtgarten », Winterthour
- Le Roi Jérôme Bonaparte, The Maryland Historical Society, Baltimore
- Le Bailli bernois Ludwig von Büren et sa famille devant le château de Lausanne, Musée d'histoire de Berne (avec Agasse et Töpffer)

## Postérité
Une rue de Genève porte son nom, la Rue Firmin Massot.

## Sources
- Article Firmin Massot du SIKART en ligne
- « Firmin Massot » dans le Dictionnaire historique de la Suisse en ligne.